# Studeriotes
Studeriotes is een geslacht van neteldieren uit de familie van de Anthozoa (bloemdieren).

## Soorten
- Studeriotes crassa Kükenthal, 1910
- Studeriotes debilis Thomson & Dean, 1931
- Studeriotes longiramosa Kükenthal, 1910
- Studeriotes mirabilis Thomson & Simpson, 1909
- Studeriotes semperi (Studer, 1888)
- Studeriotes spinosa Thomson & Dean, 1931